# Щ-308
«Щ-308» — советская дизель-электрическая торпедная подводная лодка времён Второй мировой войны, принадлежит к серии V-бис проекта Щ — «Щука». При постройке лодка получила имя «Сёмга».

## История корабля
Лодка была заложена 10 ноября 1932 года на заводе № 112 «Красное Сормово» в Горьком, заводской номер 550/2, спущена на воду 28 апреля 1933 года, 14 ноября 1935 года вступила в строй, 20 ноября 1935 года вошла в состав Краснознамённого Балтийского флота.
В советско-финской войне «Сёмга» участия не принимала, так как в это время проходила ремонт на заводе № 189 «Балтийский завод» в Ленинграде.
Начало ВОВ «Щ-308» встретила в составе отдельного учебного дивизиона подводных лодок (ОУДПЛ) КУОПП имени С. М. Кирова, организованного приказом наркома ВМФ от 11 февраля 1941 года и базировавшегося в Ораниенбауме.
В июле-августе 1941 года совершила боевой поход, в начале которого лодка подверглась ожесточённым нападениям противолодочных сил, что, по-видимому, сказалось на дальнейших действиях командира, который по разным причинам отказывался от атаки проходящих судов. После получения недвусмысленного приказа топить любые цели «Щ-308» вышла в атаку на конвой, но командир посчитал, что лодка обнаружена и от торпедного залпа отказался. 20 октября решением военного трибунала А. Ф. Маркелов был приговорён к высшей мере наказания, которая была заменена штрафбатом, последующем восстановлением в звании и переводом на тральщики.
С сентября 1941 года по февраль 1942 года «Щ-308» провела в ремонте, при этом она неоднократно повреждалась при артобстреле, что затягивало ремонт.
«Щ-308» вошла в состав первого (из трёх) эшелона из 11 подводных лодок, задачей которого был прорыв через противолодочные препятствия противника в Финском заливе, выход в открытое море и действие там до израсходования боеприпасов, с 27 мая по 12 августа 1942 года. 23 июля «Сёмга» вышла из Кронштадта, однако при подходе к Лавенсари обнаружились неполадки с плавучестью и горизонтальными рулями.
Далее «Щ-308» вошла в состав третьего эшелона из 16 подводных лодок с такой же задачей, как у первых двух эшелонов, действовавшего с 15 сентября по 18 ноября 1942 года. 15 сентября «Щ-308» в паре с «С-9» вышла в район Лавенсари, откуда 18 сентября ушла в боевой поход. 22 сентября лодка заняла позицию у острова Утё, 20 октября радировала о потоплении трёх транспортов суммарным водоизмещением 16 000 т и о наличии повреждений, было запрошено разрешение вернуться на базу. Начальник штаба бригады ПЛ Л. А. Курников в тот же день дал добро на возвращение с указанием рекомендуемых курсов форсирования минных полей, но «Сёмга» на базу не вернулась. Вместе с лодкой погиб весь экипаж: 40 человек.
В течение более 70 лет после войны «Щ-308» числилась пропавшей без вести, её местонахождение и причина гибели были неизвестны.
- По одной версии лодка погибла при форсировании минных заграждений или из-за отказа техники.
- По финским данным 26 или 27 октября «Щ-308» была потоплена финской подводной лодкой «Ику-Турсо» у пролива Сёдра-Кваркен. Однако, эта версия не объясняет почему лодка находилась на позиции, если ещё неделю назад была отправлена радиограмма с разрешением возвращаться на базу.

Останки «Щ-308» обнаружили во время экспедиции «Поклон кораблям Великой Победы» в мае 2018 года, при сканировании гидролокатором морского дна севернее острова Большой Тютерс. Как выяснилось, подлодка погибла между 24 и 26 октября 1942 года от взрыва мины на линии немецкого минного заграждения «Зееигель» («Морской ёж»), созданного гитлеровцами южнее острова Гогланд в 1942 году, за один этот год в «Зееигеле» было установлено около 10 тысяч мин. 27 июля 2019 года при участии президента России В. В. Путина, наблюдавшего с борта батискафа, на подводную лодку, лежащую на глубине 50 м была установлена памятная табличка.

## Командиры лодки
- ноябрь 1938 — октябрь 1941 — Александр Филлипович Маркелов,
- апрель 1942 — 22 июля 1942 — Иван Васильевич Автамонов,
- 22 июля 1942 — октябрь 1942 — Лев Николаевич Костылев.